# 벳푸 온천

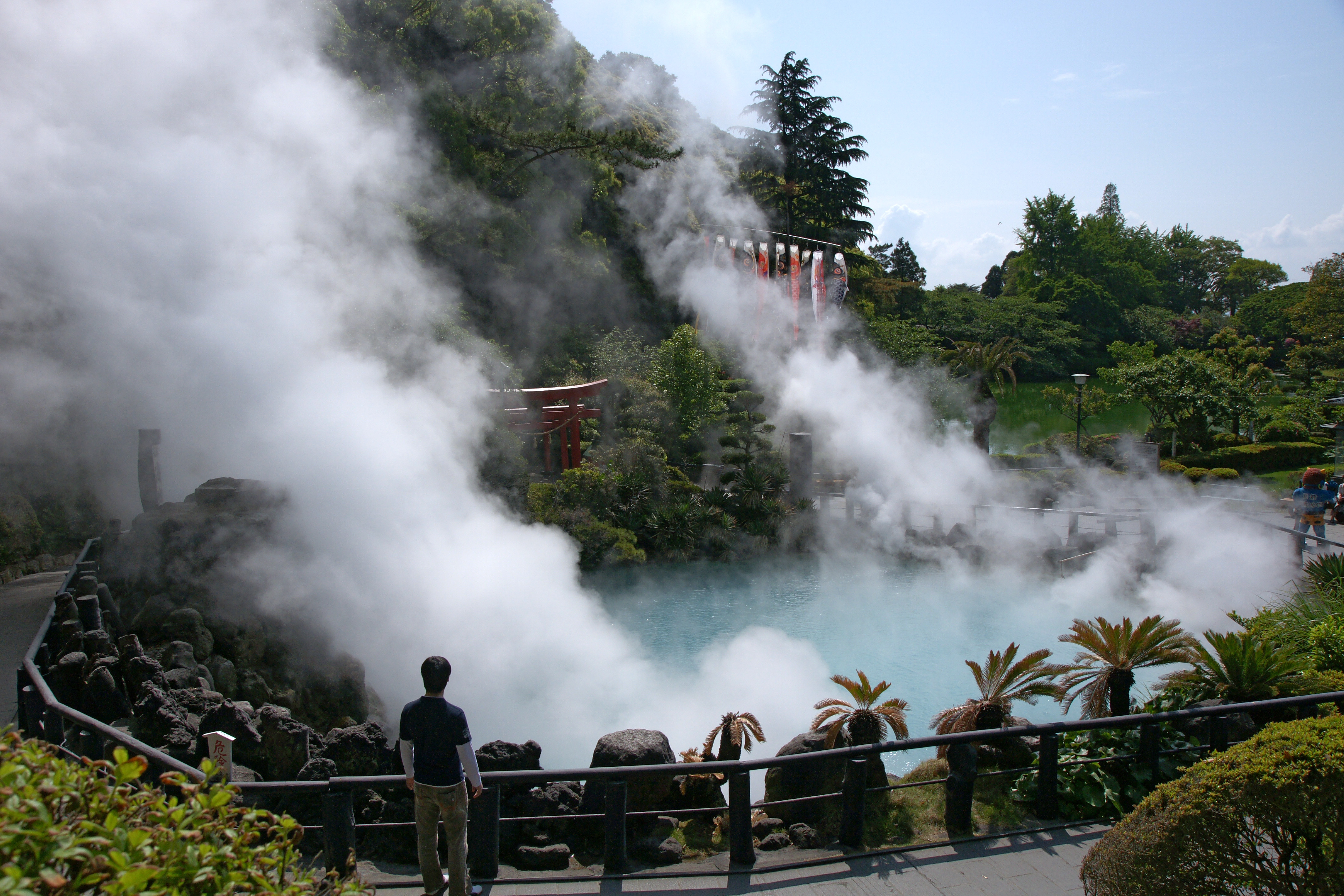
벳푸 온천

벳푸 온천(일본어: 別府温泉 벳푸온센[*])은 일본 오이타현 벳푸시 중심부의 온천가의 명칭이며, 온천도시 벳푸 시내에 있는 수백개소의 온천의 총칭으로 벳푸 팔탕(일본어: 別府八湯 벳푸핫토[*])이라고도 부른다.

## 개요
원천수, 용출량 모두 일본 1위. 츠루미다케 산(1,375m)과 약4km 북쪽에 떨어져 있는 가란다케 산(또는 유황산, 1,045m)이라는 두 화산 동쪽에 다수의 온천이 용출되고 있다. 또한 지옥이라 칭할 정도로 기이한 경관을 자아내며 자연용출되는 원천을 관광명소화한 지옥온천순례 등 관광스포트도 충실하여, 매년 1,000만명을 넘는 관광객이 벳푸온천을 방문

## 벳푸 핫토
벳푸에는 온천 각각의 천질과 분위기기가 다른 온천이 다수 있으며, 이들 온천을 각각 8개 지역으로 나누어 벳푸 핫토라고 부른다.
매년 4월초에 벳부 핫토의 풍부한 온천의 혜택에 감사하는 벳부 핫토 온천축제가 개최된다. 또한 2001년 3월부터 매년 봄, 가을 두 차례 개최되는 벳부 핫토 온천박람회나 벳부 핫토에서 선정한 온천 시설 가운데 88탕에 입욕하여 온천명인 인정을 목표로 하는 벳부 팔탕 온천도라고 하는 체험형 이벤트가 있다.